# Igreja Presbiteriana Reformada da Austrália
A Igreja Presbiteriana Reformada da Austrália (IPRA) - em Inglês: Reformed Presbyterian Church of Australia - é uma denominação reformada presbiteriana, conservadora fundada na Austrália, em 1858, por imigrantes irlandeses membros da Igreja Presbiteriana Reformada da Irlanda.

## História
No contexto na Reforma Protestante na Escócia, parlamentares escoceses elaboraram o Pacto Nacional de 1638 e a Liga Solene e Pacto de 1643. Os subscreventes destes documentos eram chamados de covenanters e estavam em oposição à Monarquia Inglesa. 
Após a Revolução Gloriosa, os covenanters não aprovaram o posicionamento da Igreja da Escócia em relação a participação do Estado na religião. Os membros do grupo passaram a ser nomeados de cameronianos, como referência a Richard Cameron.  Em 1743, o grupo se organizou como um Presbitério e cresceu continuamente desde então. Este grupo passou a se chamar Igreja Presbiteriana Reformada da Escócia (IPRE).
Posteriormente, imigrantes escoceses, membros da IPRE, se mudaram para a Ilha da Irlanda. Em 1763, eles organizaram uma nova denominação, a Igreja Presbiteriana Reformada da Irlanda (IPRI).
No Século XIX, presbiterianos irlandeses começaram a migrar para a Austrália. Consequentemente, foi formada, em 1858, a Igreja Presbiteriana Reformada da Austrália (IPRA).

## Doutrina
A denominação subscreve a Confissão de Fé de Westminster, Catecismo Maior de Westminster e Breve Catecismo de Westminster. Além disso, a denominação pratica a salmodia exclusiva e não usa instrumentos musicais.

## Relações intereclesiásticas
A denominação faz parte Aliança Global Presbiteriana Reformada, pela qual possui intercomunhão com a Igreja Presbiteriana Reformada da América do Norte, Igreja Presbiteriana Reformada da Escócia e Igreja Presbiteriana Reformada da Irlanda. Além disso, possui relacionamento de irmandade com as Igrejas Cristãs Reformadas da Austrália